# مرض بولي
يشمل وصف المرض البولي أمراض الجهاز البولي الخلقية والمكتسبة.
يعالج أطباء الكلى أمراض الكلى، بينما يعالج أطباء الجهاز البولي الأمراض المتعلقة بالأعضاء الأخرى، أما سلس البول في النساء فهو من اختصاص أطباء أمراض النساء.
هنالك أمراض في أعضاء وأجهزة أخرى في الجسم وتؤثر على الجهاز البولي. فقد وجد بأن البروتين المطروح عن طريق الكلى في مرضى السكري يؤثر على الكلى ويحدث ضررا فيها في حالات فرط ضغط الدم.
كما أن السكري يؤثر في عملية التبول بسبب اعتلال الأعصاب المحيطية الذي يحدث في مرضى السكري غير المسيطر عليه.

## أمراض الكلى
القصور الكلوي هو الفشل الوظيفي في الكلية، وقد يكون القصور حادا وقد يكون مزمنا. كما يمكن تقسيم القصور الكلوي إلى ما قبل الكلوي وداخلي المنشأ وبعد الكلوي.
يقصد بالقصور ما قبل الكلوي الخلل في تزويد الدم إلى النفرون. أما القصور الكلوي داخلي المنشأ فيشمل أمراض الكلية مثل التهاب الكلى والتسمم بالأدوية. أما القصور ما بعد الكلوي فمثلا الانسداد في منفذ الكلية كما في حالات الحصاة الكلوية واحتباس البول.
يحتاج القصور الكلوي للعلاج بالأدوية وتنظيم الغذاء ونمط الحياة وغسيل كلوي.

## أمراض الجهاز البولي غير الكلوية
الأسباب الشائعة التي تصيب الجسم بالأمراض هي نفسها التي تصيب المجاري البولية. الإصابات والتغيرات الهيكلية قد تؤدي إلى نزف. أما الالتهاب فقد يحدث بسبب وظيفي. مستعمرات البكتيريا والكائنات الأولية والفطريات تحدث في حالات العدوى. وتحدث الأورام بسبب نمو غير مسيطر عليه. ومن أمثلة الأمراض البولية:
- عدوى الجهاز البولي
  - التهاب المثانة الخلالي
- سلس البول
- ضخامة البروستات
- التهاب البروستات
- احتباس البول
- انسداد المجاري البولية
- الأورام:
  - سرطان المثانة
  - سرطانة الخلايا الكلوية
  - سرطان البروستات

ويستعمل مصطلح اعتلال بولي (بالإنجليزية: uropathy) لوصف أمراض المجاري البولية بينما يستعمل مصطلح اعتلال كلوي لوصف أمراض الكلى.

## أمثلة على اختبارات تشخيص أمراض الجهاز البولي
- تحليل البول
- اختبار ديناميكا البول
- تصوير الكلى والمثانة والحالبين بالأشعة السينية
- صورة الحويضة الوريدية
- تصوير مقطعي محوسب
- تصوير بالرنين المغناطيسي
- تصوير المثانة والإحليل الإفراغي